# Barranc de Cabristà
El Barranc de Cabristà és un barranc del terme municipal de Sort, a la comarca del Pallars Sobirà. Discorre íntegrament per l'antic terme d'Enviny.
Es forma al vessant sud-est del Cap de Cabristà, des d'on davalla cap al sud-est pel Clot de Cabristà, al capdamunt del qual troba la Font de Cabristà; al llarg del seu recorregut rep l'afluència de diverses llaus de muntanya, entre les quals destaca per l'esquerra la llau del Fener Dolent. Poc després deixa l'Argelagar al nord-est i el Rodat d'Aiteres al sud-oest, més tard el Vedat del Forn i Roques al nord-est i els Esturollans al sud-oest, fins que arriba al nord de la Muntanya de Llarvén i s'uneix amb la llau de les Roques per tal de formar el barranc de Montardit.